# Masalia
Masalia is een geslacht van vlinders van de familie Uilen (Noctuidae), uit de onderfamilie Heliothinae.

## Soorten
- M. albicilia Hampson, 1903
- M. albida (Hampson, 1905)
- M. albipuncta (Hampson, 1910)
- M. albiseriata (Druce, 1903)
- M. albisticta Janse, 1917
- M. artaxoides Moore, 1881
- M. beatrix (Moore, 1881)
- M. bimaculata (Moore, 1888)
- M. continuata Grünberg, 1910
- M. cruentata Moore, 1881
- M. cheesmanae Seymour, 1972
- M. decorata (Moore, 1881)
- M. disticta (Hampson, 1902)
- M. dora Swinhoe, 1891
- M. epimethea (Viette, 1958)
- M. fissifascia (Hampson, 1903)
- M. flaviceps (Hampson, 1903)
- M. flavistrigata (Hampson, 1903)
- M. flavocarnea (Hampson, 1903)
- M. funebris (Berio, 1962)
- M. galatheae (Wallengren, 1856)
- M. hololeuca (Hampson, 1903)
- M. latinigra (Hampson, 1907)
- M. leucosticta (Hampson, 1902)
- M. metaphaea Hampson, 1903

- M. mittoni (Pinhey, 1956)
- M. modesta Moore, 1881
- M. nubila (Hampson, 1903)
- M. perstriata (Hampson, 1903)
- M. philbyi (Brandt, 1941)
- M. prochaskai (Viette, 1958)
- M. quilengesi Seymour, 1972
- M. radiata Moore, 1881
- M. rosacea Hampson, 1891
- M. roseivena Walker, 1866
- M. rubristria (Hampson, 1903)
- M. semifusca Seymour, 1972
- M. sublimis (Berio, 1962)
- M. terracottoides (Rothschild, 1921)
- M. tosta Moore, 1888
- M. transvaalica (Distant, 1902)
- M. uncta Swinhoe, 1885